# Campeonato de Irlanda de Rugby 1992-93
El Campeonato de Rugby de Irlanda (oficialmente All-Ireland League) de 1992-93 fue la tercera edición del principal torneo de rugby de la Isla de Irlanda, el torneo que agrupa a equipos tanto de la República de Irlanda como los de Irlanda del Norte.
El campeón del torneo fue el equipo de Young Munster.

## Sistema de disputa
El torneo se disputó en formato de todos contra todos a una sola rueda, cada equipo totalizando 8 encuentros.
Al finalizar la fase regular, el equipo que finalizó en la primera posición se coronó como campeón del torneo.
El último equipo descendió directamente a la segunda división.

## Clasificación
| Pos. | Equipo             | Encuentros | Encuentros | Encuentros | Encuentros | Tantos | Tantos | Tantos | Puntos |
| Pos. | Equipo             | PJ         | PG         | PE         | PP         | F      | C      | Dif    | Puntos |
| ---- | ------------------ | ---------- | ---------- | ---------- | ---------- | ------ | ------ | ------ | ------ |
| 1.º  | Young Munster      | 8          | 6          | 1          | 1          | 114    | 89     | +25    | 13     |
| 2.º  | Cork Constitution  | 8          | 6          | 0          | 2          | 166    | 128    | +38    | 12     |
| 3.º  | St. Mary's College | 8          | 5          | 1          | 2          | 170    | 94     | +76    | 11     |
| 4.º  | Greystones         | 8          | 4          | 1          | 3          | 132    | 132    | 0      | 9      |
| 5.º  | Old Wesley         | 8          | 4          | 0          | 4          | 107    | 151    | -44    | 8      |
| 6.º  | Dungannon          | 8          | 3          | 0          | 5          | 144    | 172    | -28    | 6      |
| 7.º  | Shannon            | 8          | 2          | 1          | 5          | 85     | 86     | -1     | 5      |
| 8.º  | Garryowen          | 8          | 2          | 0          | 6          | 132    | 144    | -12    | 4      |
| 9.º  | Ballymena          | 8          | 2          | 0          | 6          | 97     | 151    | -54    | 2      |

| Bandera de Irlanda    |
| Campeón Young Munster |
| Primer título         |